# Jaguarão Grande
Jaguarão Grande é um distrito do município de Candiota, no Rio Grande do Sul . O distrito possui  cerca de 1 700 habitantes  e está situado na região sul do município.